# Кейдж, Николас
Ни́колас Кейдж (англ. Nicolas Cage; настоящее имя — Ни́колас Ким Ко́ппола (англ. Nicolas Kim Coppola); род. 7 января 1964[…], Лонг-Бич, Лос-Анджелес, Калифорния, США) — американский актёр кино, телевидения и озвучивания, кинорежиссёр и кинопродюсер. Лауреат премий «Оскар» и «Золотой глобус».
Кейдж известен огромным диапазоном ролей: от голливудских блокбастеров и фестивальных шедевров до малобюджетных комедий и откровенно провальных проектов. Из-за особенности игры в кино и отсутствия однозначного амплуа Кейдж приобрёл культовый статус среди поклонников его творчества и титул одного из самых спорных актёров современности.

## Биография
Николас Кейдж родился 7 января 1964 года в Калифорнии, в городе Лонг-Бич. Родители, Огаст Флойд Коппола, профессор литературы, и Джой Фогельзанг, танцовщица и хореограф, назвали его Николас Ким Коппола. У Николаса есть два старших брата ― Марк Коппола, американский актёр и DJ, и Кристофер Коппола, американский режиссёр и продюсер. Он вырос в католической семье. Николас имеет итальянские корни со стороны отца, а также немецкие и польские со стороны матери. Его дедушкой и бабушкой по отцовской линии были композитор Кармайн Коппола и актриса Италия Пеннино. Он племянник режиссёра Фрэнсиса Форда Копполы и актрисы Талии Шайр, а также двоюродный брат режиссёров Романа Копполы и Софии Копполы, кинопродюсера Джанкарло Копполы и актёров Роберта Шварцмана и Джейсона Шварцмана. Николас учился в средней школе Беверли-Хиллз, которая славится своими выпускниками, сделавшими карьеру в шоу-бизнесе. Он стремился играть с раннего возраста, а также посещал школу театра, кино и телевидения при Калифорнийском университете в Лос-Анджелесе. Его кумиром был актёр Джеймс Дин.
Начинающий актёр сразу сменил свою фамилию на Кейдж, чтобы дистанцироваться от своего знаменитого дяди Фрэнсиса Форда Копполы. «Донорами» нового имени послужили герой комиксов Люк Кейдж и композитор-авангардист Джон Кейдж.
Дебютом в кино для Кейджа стала эпизодическая роль в комедии «Весёлые времена в школе Риджмонт». Затем последовали роли в фильмах «Бойцовая рыбка» и «Пегги Сью вышла замуж».
Затем он сыграл в фильмах «Власть луны», «Воспитывая Аризону», «Дикие сердцем», «Воскрешая мертвецов» и «Великолепная афера».
Кейдж получил премию Оскар за роль алкоголика-самоубийцы в фильме «Покидая Лас-Вегас». Затем получил номинацию за изображение реального сценариста Чарли Кауфмана и его вымышленного близнеца в фильме «Адаптация». В 1999 году на экраны выходит триллер «8 миллиметров», в котором он сыграл главную роль, а в 2000 году ― романтическая комедия «Семьянин». В 2001 году сыграл главную роль в фильме «Выбор капитана Корелли» и научился играть на мандолине с нуля. Он дебютировал в качестве режиссёра в 2002 году в фильме «Сонни». В 2005 году фильмы «Оружейный барон» и «Синоптик» не смогли найти значительную аудиторию, несмотря на общенациональные релизы и хорошие отзывы критиков.
В 2006 году вышел ремейк фильма ужасов Плетёный человек с Кейджем в главной роли. Фильм провалился в прокате и не смог вернуть свой бюджет в 40 миллионов долларов. «Призрачный гонщик», основанный на персонаже комиксов Марвел, преуспел лучше, заработав более 45 миллионов долларов в первый уик-энд и более 208 миллионов долларов по всему миру в течение уик-энда, завершившегося 25 марта 2007 года.
Большинство фильмов Кейджа, добившихся финансового успеха, были в жанре боевика и приключений. В своём втором, по кассовым сборам, фильме «Сокровище нации» он играет эксцентричного историка, который отправляется в опасное приключение, чтобы найти сокровища. Другие кинохиты включают: «Скалу», в котором Кейдж играет молодого эксперта ФБР по химическому оружию, «Без лица» и «Башни-близнецы», фильм режиссёра Оливера Стоуна о терактах 11 сентября.

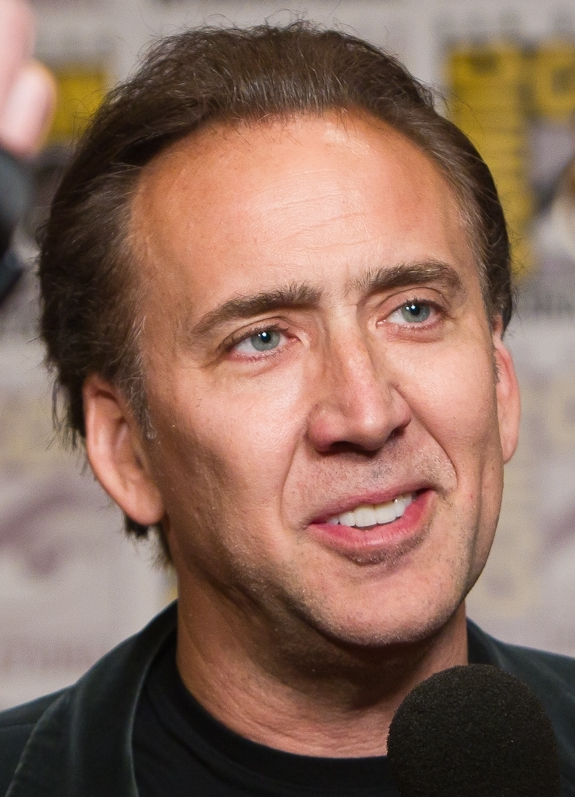
Николас Кейдж в 2011 году

В 2008 году Кейдж снялся в роли наёмного убийцы Джо в фильме «Опасный Бангкок». В 2009 году он снялся в научно-фантастическом триллере «Знамение» режиссёра Алекса Пройаса. В фильме он играет профессора Массачусетского технологического института, который исследует содержимое капсулы времени, найденной в начальной школе его сына. Поразительные предсказания, найденные внутри капсулы, которые уже сбылись, заставляют его поверить, что конец света наступит в конце недели и что он и его сын каким-то образом причастны к этому. Фильм получил в основном отрицательные отзывы, но стал победителем кассовых сборов в первый уик-энд. Также в 2009 году Кейдж снялся в фильме «Плохой лейтенант» Вернера Херцога.
В 2012 году он снова сыграл Джонни в сиквеле «Призрачный гонщик 2». Кейдж также озвучил персонажа Груга Круда в анимационном фильме «Семейка Крудс», который вышел на экраны в 2013 году. Мультфильм получил положительные отзывы критиков и имел кассовый успех, собрав 585 миллионов долларов при бюджете в 135 миллионов. В том же году он снялся в роли главного героя в триллере «Мёрзлая земля». В 2013 году он сыграл в драме «Джо». Премьера фильма состоялась в августе на 70-м Венецианском международном кинофестивале, с последующим показом на Международном кинофестивале в Торонто в 2013 году. Фильм провалился в прокате, собрав всего 2,36 миллиона долларов при бюджете в 4 миллиона. Несмотря на это он был одобрен критиками, которые высоко оценили работу Кейджа и режиссуру Грина.
В 2016 году выходит чёрная комедия «Человек человеку волк». Премьера фильма состоялась на Каннском кинофестивале 20 мая 2016 года. Фильм был выпущен 4 ноября 2016 года. В 2018 году Кейдж снялся в боевике «Мэнди», премьера которого состоялась 19 января на кинофестивале Сандэнс в 2018 году. Позже в том же году он озвучил Супермена в анимационном фильме «Юные титаны, вперёд!». Он также озвучил Питера Паркера / Человека-паука Нуара в анимационном фильме «Человек-паук: Через вселенные».
За свой вклад в развитие киноиндустрии удостоен звезды на голливудской «Аллее славы» с номером 7021.
28 января 2019 года на кинофестивале Сандэнс состоялась премьера документального фильма Виктора и Ирины Ельчиных «С любовью, Антоша» об их сыне ― актёре Антоне Ельчине. Кейдж выступил рассказчиком фильма.
В декабре 2018 года стало известно, что Кейдж подписал контракт на главную роль в фильме Ричарда Стэнли «Цвет из иных миров», основанном на рассказе Лавкрафта. Премьера состоялась 7 сентября 2019 года в рамках Международного кинофестиваля в Торонто, где Кейдж был награждён премией Творческой коалиции. После избранных предварительных показов 22 января фильм был выпущен в кинотеатрах США 24 января 2020 года.
В мае 2020 года было объявлено, что Кейдж сыграет роль Джо Экзотика в сериале «Король тигров: Убийство, хаос и безумие». Впоследствии в сериале главную роль сыграл другой актёр.

## Личная жизнь
В 1988 году Кейдж состоял в отношениях с актрисой Кристиной Фултон, впоследствии родившей ему сына Уэстона Копполу Кейджа (род. 26 декабря 1990). Уэстон поёт в группе Eyes of Noctum. 1 июля 2014 года Кейдж стал дедушкой — у его сына Уэстона и его жены Дэниэлль родился сын Люсиан Огастус Коппола Кейдж. 29 мая 2016 года у Кейджа родился второй внук Сорин Рид Коппола Кейдж. 8 апреля 2020 года у его сына Уэстона и его жены Хилы Аронян родились дочери-близнецы Сайресс Зара Кейдж Коппола и Венис Зохар Кейдж Коппола.

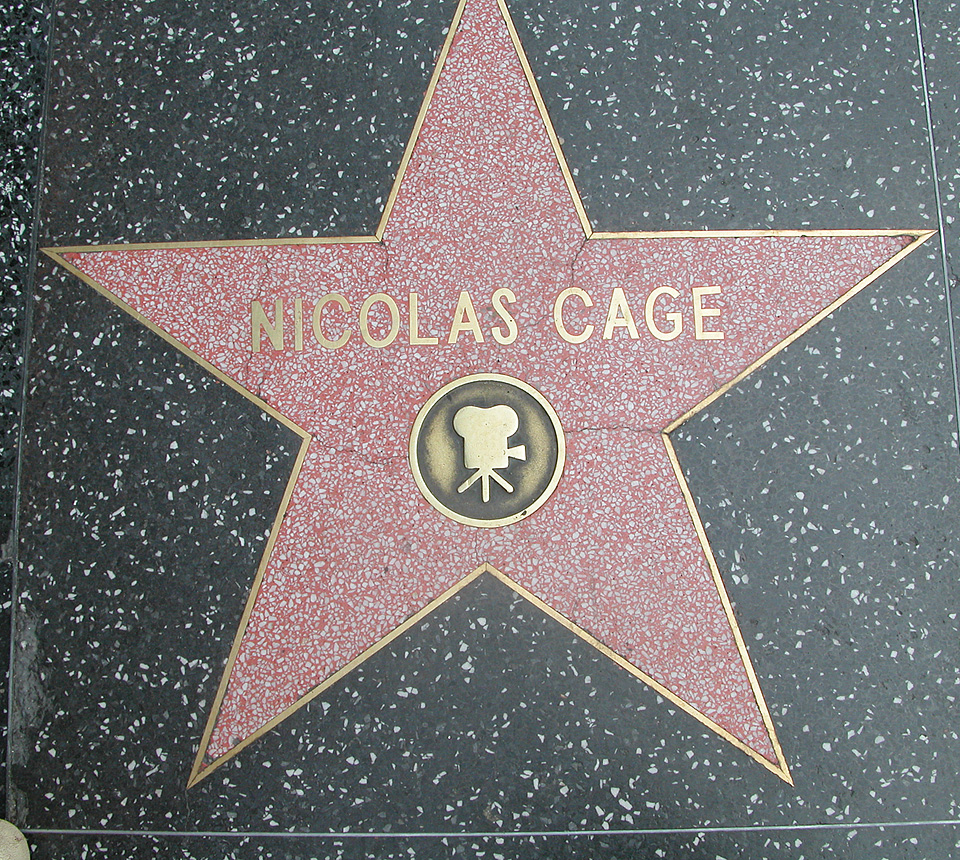
Звезда Николаса Кейджа на Голливудской «Аллее славы»

В 1995 году Николас Кейдж встретил Патрисию Аркетт, которой сделал предложение. Они прожили вместе шесть лет, после которых развелись.
Вторым браком Николас Кейдж сочетался с Лизой Мари Пресли, дочерью Элвиса Пресли, которая была до этого замужем за Майклом Джексоном. Пресли и Кейдж расстались через 109 дней после бракосочетания.
Третьей женой Кейджа стала официантка, кореянка Элис Ким. 3 октября 2005 года у них родился сын Кал-Эл. Пара рассталась в январе 2016 года.
В марте 2019 года Кейдж в Лас-Вегасе женился на визажистке Эрике Койке, а спустя четыре дня подал заявку на аннулирование брака. В июне 2019 года Кейдж получил официальный развод с Койке.
16 февраля 2021 года Кейдж женился в пятый раз, его новой супругой стала Рико Шибата. 7 сентября 2022 года у пары родилась дочь Огаст Франческа Коппола Кейдж.
Занимается бразильским джиу-джитсу.
Вместе с двоюродной сестрой Софией Копполой представляет третье поколение семьи Копполы, удостоенное «Оскара». Первым поколением был Кармайн Коппола, его дед, вторым — Френсис Форд Коппола, его дядя. Это вторая семья с подобными регалиями в истории Голливуда (первой была семья Джона Хьюстона).

### Финансовые трудности
Несмотря на свои высокие гонорары, некоторое время он испытывал финансовые затруднения, отчасти связанные с расходами из-за судебных тяжб со своими бывшими жёнами, отчасти с необычайно роскошным стилем жизни, избранным актёром, отчасти с ошибками в финансовых расчётах, сделанными им самим и его персональным бухгалтером. Николас Кейдж задолжал 14 млн долларов государственной казне в виде налогов.
В 2008 году у него возникли финансовые трудности и он продал своё прибрежное поместье в городе Мидлтаун (Род-Айленд). Приобретённое им в июле 2007 года за $15,7 млн оно было продано в 2,5 раза дешевле — за $6,2 млн. В 2009 году он был вынужден продать средневековый замок Найдштайн, приобретённый им в 2006 году. Кейджу также пришлось выставить на продажу свой дом в престижном районе Лос-Анджелеса «Бель-Эйр» за $35 млн. Покупатель, чьё имя не называется, приобрёл дом в ноябре 2010 года за $10,5 млн.
В интервью журналу GQ 2022 года актёр сообщил о погашении своих долгов, благодаря чему будет более избирательно относиться к проектам.

## Фильмография

### Актёрские работы
| Год  |    | Русское название                                            | Оригинальное название                                      | Роль                                       |
| ---- | -- | ----------------------------------------------------------- | ---------------------------------------------------------- | ------------------------------------------ |
| 1981 | тф | Лучшие времена                                              | Best of Times                                              | Николас                                    |
| 1982 | ф  | Весёлые времена в школе Риджмонт                            | Fast Times at Ridgemont High                               | приятель Брэда                             |
| 1983 | ф  | Бойцовая рыбка                                              | Rumble Fish                                                | Смоки                                      |
| 1983 | ф  | Девушка из долины                                           | Valley Girl                                                | Рэнди                                      |
| 1984 | ф  | Наперегонки с луной                                         | Racing with the Moon                                       | Никки / Бад                                |
| 1984 | ф  | Птаха                                                       | Birdy                                                      | сержант Эл Колумбато                       |
| 1984 | ф  | Клуб «Коттон»                                               | The Cotton Club                                            | Винсент Дуайр                              |
| 1986 | ф  | Человек в синем                                             | The Boy in Blue                                            | Ned Hanlan                                 |
| 1986 | ф  | Пегги Сью вышла замуж                                       | Peggy Sue Got Married                                      | Чарли Боделл                               |
| 1987 | ф  | Власть луны                                                 | Moonstruck                                                 | Ронни Каммарери                            |
| 1987 | ф  | Воспитывая Аризону                                          | Raising Arizona                                            | Херберт Эйч Ай «Хай» Макданнох             |
| 1988 | ф  | На вторник не рассчитывай                                   | Never on Tuesday                                           | парень в красной машине                    |
| 1988 | ф  | Поцелуй вампира                                             | Vampire’s Kiss                                             | Питер                                      |
| 1990 | ф  | Дикие сердцем                                               | Wild at Heart                                              | Сэйлор Рипли                               |
| 1990 | ф  | Огненные птицы                                              | Fire Birds                                                 | Джейк Престон                              |
| 1990 | ф  | Индустриальная симфония № 1: Сон девушки с разбитым сердцем | Industrial Symphony No. 1: The Dream of the Broken Hearted | Heartbreaker                               |
| 1990 | ф  | Время убивать                                               | Tempo di uccidere                                          | Энрико Сильвестри                          |
| 1991 | ф  | Зандали                                                     | Zandalee                                                   | Джонни Коллинс                             |
| 1992 | ф  | Медовый месяц в Лас-Вегасе                                  | Honeymoon in Vegas                                         | Джек Сингер                                |
| 1992 | ф  | На запад от красной скалы                                   | Red Rock West                                              | Майкл Уильямс                              |
| 1993 | ф  | Эмос и Эндрю                                                | Amos & Andrew                                              | Эмос Оделл                                 |
| 1993 | ф  | Смертельное падение                                         | Deadfall                                                   | Эдди                                       |
| 1994 | ф  | Пойманный в раю                                             | Trapped in Paradise                                        | Билл Фирпо                                 |
| 1994 | ф  | Телохранитель Тесс                                          | Guarding Tess                                              | Даг Чесник                                 |
| 1994 | ф  | Счастливый случай                                           | It Could Happen to You                                     | Чарли Лэнг                                 |
| 1995 | ф  | Покидая Лас-Вегас                                           | Leaving Las Vegas                                          | Бен                                        |
| 1995 | ф  | Поцелуй смерти                                              | Kiss of Death                                              | Браун младший                              |
| 1996 | ф  | Скала                                                       | The Rock                                                   | Стэнли Гудспид                             |
| 1997 | ф  | Без лица                                                    | Face/Off                                                   | Кастор Трой / Шон Арчер                    |
| 1997 | ф  | Воздушная тюрьма                                            | Con Air                                                    | Кэмерон По                                 |
| 1998 | ф  | Глаза змеи                                                  | Snake Eyes                                                 | Рик Санторо                                |
| 1998 | ф  | Город ангелов                                               | City of Angels                                             | Сет                                        |
| 1999 | ф  | Воскрешая мертвецов                                         | Bringing Out the Dead                                      | Фрэнк Пирс                                 |
| 1999 | ф  | 8 миллиметров                                               | 8MM                                                        | Том Уэллс                                  |
| 2000 | ф  | Угнать за 60 секунд                                         | Gone in 60 Seconds                                         | Рэндолл «Мемфис» Рэйнс                     |
| 2000 | ф  | Семьянин                                                    | Family Man                                                 | Джек Кэмпбелл                              |
| 2001 | ф  | Выбор капитана Корелли                                      | Captain Corelli’s Mandolin                                 | капитан Антонио Корелли                    |
| 2001 | мф | Рождественская сказка                                       | Christmas Carol: A Movie                                   | призрак Джейкоба Марли                     |
| 2002 | ф  | Говорящие с ветром                                          | Windtalkers                                                | сержант Джо Эндерс                         |
| 2002 | ф  | Адаптация                                                   | Adaptation                                                 | Чарли Кауфман / Дональд Кауфман            |
| 2002 | ф  | Жиголо                                                      | Sonny                                                      | Кислотно-жёлтый                            |
| 2003 | ф  | Великолепная афера                                          | Matchstick Men                                             | Рой Валлер                                 |
| 2004 | ф  | Сокровище нации                                             | National Treasure                                          | Бенджамин Гейтс                            |
| 2005 | ф  | Оружейный барон                                             | Lord of War                                                | Юрий Орлов                                 |
| 2005 | ф  | Синоптик                                                    | The Weather Man                                            | Дэвид Сприц                                |
| 2006 | мф | Гроза муравьёв                                              | Ant Bully                                                  | Зак (озвучка)                              |
| 2006 | ф  | Башни-близнецы                                              | World Trade Center                                         | Джон МакЛафлин                             |
| 2006 | ф  | Плетёный человек                                            | The Wicker Man                                             | Эдвард Мейлус                              |
| 2007 | ф  | Пророк                                                      | Next                                                       | Крис Джонсон                               |
| 2007 | ф  | Призрачный гонщик                                           | Ghost Rider                                                | Джонни Блэйз / Призрачный гонщик           |
| 2007 | ф  | Грайндхаус                                                  | Grindhouse                                                 | Фу Манчу                                   |
| 2007 | ф  | Сокровище нации: Книга тайн                                 | National Treasure: The Book of Secrets                     | Бенджамин Гейтс                            |
| 2008 | ф  | Опасный Бангкок                                             | Bangkok Dangerous                                          | Джо                                        |
| 2009 | ф  | Знамение                                                    | Knowing                                                    | Джон Кестлер                               |
| 2009 | ф  | Миссия Дарвина                                              | G-Force                                                    | крот Спеклз (озвучка)                      |
| 2009 | ф  | Плохой лейтенант                                            | Bad Lieutenant: Port of Call New Orleans                   | Теренс МакДонах                            |
| 2009 | мф | Астробой                                                    | Astro Boy                                                  | доктор Тэнма (озвучка)                     |
| 2010 | ф  | Пипец                                                       | Kick-Ass                                                   | Папаня (Дэймон Макриди)                    |
| 2010 | ф  | Ученик чародея                                              | The Sorcerer’s Apprentice                                  | Бальтазар Блэйк                            |
| 2010 | ф  | Время ведьм                                                 | Season of the Witch                                        | Бэймон                                     |
| 2011 | ф  | Сумасшедшая езда                                            | Drive Angry 3D                                             | Милтон                                     |
| 2011 | ф  | Голодный кролик атакует                                     | Seeking Justice                                            | Уилл Джерард                               |
| 2011 | ф  | Что скрывает ложь                                           | Trespass                                                   | Кайл Миллер                                |
| 2012 | ф  | Призрачный гонщик 2                                         | Ghost Rider: Spirit of Vengeance                           | Джонни Блэйз / Призрачный гонщик / Заратос |
| 2012 | ф  | Медальон                                                    | Stolen                                                     | Уилл Монтгомери                            |
| 2013 | мф | Семейка Крудс                                               | The Croods                                                 | Груг (озвучка)                             |
| 2013 | ф  | Мёрзлая земля                                               | Frozen Ground                                              | Джек Хэлкомб                               |
| 2013 | ф  | Джо                                                         | Joe                                                        | Джо                                        |
| 2014 | ф  | Гнев                                                        | Tokarev                                                    | Пол Магуайер                               |
| 2014 | ф  | В изгнании                                                  | Outcast                                                    | Гленн                                      |
| 2014 | ф  | Оставленные                                                 | Left Behind                                                | Рэйфорд Стил                               |
| 2014 | ф  | Умирающий свет                                              | Dying of the Light                                         | Эван Лэйк                                  |
| 2015 | ф  | Беглец                                                      | The Runner                                                 | Колин Прайс                                |
| 2015 | ф  | Врата тьмы                                                  | Pay the Ghost                                              | Майк Лоуфорд                               |
| 2016 | ф  | Человек человеку волк                                       | Dog Eat Dog                                                | Трой                                       |
| 2016 | ф  | Доверие                                                     | The Trust                                                  | Джим Стоун                                 |
| 2016 | ф  | Сноуден                                                     | Snowden                                                    | Хэнк Форрестер                             |
| 2016 | ф  | Крейсер                                                     | USS Indianapolis: Men of Courage                           | капитан Маквэй                             |
| 2016 | ф  | Миссия: Неадекватна                                         | Army of One                                                | Гари Фолкнер                               |
| 2017 | ф  | Месть: История любви                                        | Vengeance: A Love Story                                    | Джон Дромур                                |
| 2017 | ф  | Арсенал                                                     | Arsenal                                                    | Эдди Кинг                                  |
| 2017 | ф  | Непостижимое                                                | Inconceivable                                              | Брайан                                     |
| 2017 | ф  | Мама и папа                                                 | Mom and Dad                                                | Брент Райан                                |
| 2017 | ф  | Бюро человечества                                           | The Humanity Bureau                                        | Ноа Кросс                                  |
| 2018 | ф  | Мэнди                                                       | Mandy                                                      | Рэд                                        |
| 2018 | ф  | Зеркало                                                     | Looking Glass                                              | Рэй                                        |
| 2018 | ф  | Ограбление: Код 211                                         | #211                                                       | Майк Чандлер                               |
| 2018 | мф | Юные титаны, вперёд!                                        | Teen Titans Go! To the Movies                              | Супермен                                   |
| 2018 | ф  | Между мирами                                                | Between Worlds                                             | Джо                                        |
| 2018 | мф | Человек-паук: Через вселенные                               | Spider-Man: Into the Spider-Verse                          | Человек-паук Нуар                          |
| 2019 | ф  | Старые счёты                                                | A Score to Settle                                          | Фрэнк                                      |
| 2019 | ф  | Кокаиновый барон                                            | Running with the Devil                                     | Кок                                        |
| 2019 | ф  | Цвет из иных миров                                          | The Colour Out of Space                                    | Нэйтан Гарднер                             |
| 2019 | ф  | Цепь убийств                                                | Kill Chain                                                 | Паук                                       |
| 2019 | ф  | Звериная ярость                                             | Primal                                                     | Фрэнк Уолш                                 |
| 2019 | ф  | Хозяин                                                      | Grand Isle                                                 | Вальтер                                    |
| 2020 | ф  | Джиу-джитсу: Битва за Землю                                 | Jiu Jitsu                                                  | Уайли                                      |
| 2020 | мф | Семейка Крудс 2: Новоселье                                  | The Croods: A New Age                                      | Груг                                       |
| 2021 | ф  | Страна чудес Вилли                                          | Willy's Wonderland                                         | Уборщик                                    |
| 2021 | ф  | Свинья                                                      | Pig                                                        | Роб                                        |
| 2021 | ф  | Узники страны призраков                                     | Prisoners of the Ghostland                                 | Герой                                      |
| 2021 | с  | История бранных слов                                        | History of Swear Words                                     | Николас Кейдж                              |
| 2022 | ф  | Невыносимая тяжесть огромного таланта                       | The Unbearable Weight of Massive Talent                    | Николас Кейдж                              |
| 2022 | ф  | В поисках зверя                                             | Butcher’s Crossing                                         | Миллер                                     |
| 2023 | ф  | Отзвуки прошлого                                            | The Old Way                                                | Колтон Бриггс                              |
| 2023 | ф  | Ренфилд                                                     | Renfield                                                   | Граф Дракула                               |
| 2023 | ф  | Флэш                                                        | The Flash                                                  | Супермен                                   |
| 2023 | ф  | Папа из спецназа                                            | The Retirement Plan                                        | Мэтт                                       |
| 2023 | ф  | Герой наших снов                                            | Dream Scenario                                             | Пол Мэтьюз                                 |
| 2023 | ф  | Схватка с дьяволом                                          | Sympathy for the Devil                                     | пассажир / Эдвард Джи Робинсон             |
| 2024 | ф  | Судная ночь в Аркадии                                       | Arcadian                                                   | Пол                                        |
| 2024 | ф  | Сёрфер                                                      | The Surfer                                                 | Сёрфер                                     |
| 2024 | ф  | Собиратель душ                                              | Longlegs                                                   | Длинноногий                                |
| 2025 | ф  | Стрелки                                                     | Gunslingers                                                | Бен                                        |
| 2025 | ф  | Мэдден                                                      | Madden                                                     | Джон Мэдден                                |
| 2025 | ф  | Принц                                                       | The Prince                                                 | снимался                                   |
| 2026 | с  | Паук-Нуар                                                   | Noir                                                       | Человек-паук Нуар                          |
|      | ф  | Сын плотника                                                | The Carpenter's Son                                        | Плотник                                    |
|      | ф  | Оружейные бароны                                            | Lords of War                                               | Юрий Орлов                                 |

### Режиссёрские работы
- 2002 — Жиголо / Sonny

### Продюсер
- 2024 — Собиратель душ / Longlegs
- 2022 — Невыносимая тяжесть огромного таланта / The Unbearable Weight of Massive Talent
- 2021 — Свинья / Pig
- 2021 — Страна чудес Вилли / Willy’s Wonderland
- 2019 — Старые счёты / A Score to Settle
- 2017 — Месть: История любви / Vengeance: A Love Story
- 2012 — Спустя один поезд / Can’t Stand Losing You
- 2012 — Тысяча слов / A Thousand Words
- 2010 — Время ведьм / Season of the Witch
- 2008 — Опасный Бангкок / Bangkok Dangerous
- 2007 — Файлы Дрездена / The Dresden Files
- 2007 — Пророк / Next
- 2006 — Плетёный человек / The Wicker Man
- 2005 — Оружейный барон / Lord of War
- 2003 — Жизнь Дэвида Гейла / The Life of David Gale
- 2002 — Жиголо / Sonny
- 2000 — Bel Air
- 2000 — Тень вампира / Shadow of the Vampire

### Компьютерные игры
- 2023 — Dead by Daylight[37]

## Награды и номинации
Награды
- 1996 — Премия «Оскар» — лучшая мужская роль, за фильм «Покидая Лас-Вегас»
- 1996 — Премия «Золотой глобус» — лучшая мужская роль в драме, за фильм «Покидая Лас-Вегас»
- 1996 — Премия Гильдии киноактёров США — лучшая мужская роль, за фильм «Покидая Лас-Вегас»
- 1995 — «Серебряная раковина» лучшему актёру, за фильм «Покидая Лас-Вегас»
- 2024 — Премия «Сатурн» — лучшая мужская роль второго плана, за фильм «Ренфилд»
- 2025 — Премия «Сатурн» — лучшая мужская роль, за фильм «Герой наших снов»

Номинации
- 1988 — Премия «Золотой глобус» — лучшая мужская роль в комедии или мюзикле, за фильм «Власть луны»
- 1993 — Премия «Золотой глобус» — лучшая мужская роль в комедии или мюзикле, за фильм «Медовый месяц в Лас-Вегасе»
- 1996 — Премия BAFTA — лучшая мужская роль, за фильм «Покидая Лас-Вегас»
- 2003 — Премия «Оскар» — лучшая мужская роль, за фильм «Адаптация»
- 2003 — Премия «Золотой глобус» — лучшая мужская роль в комедии или мюзикле, за фильм «Адаптация»
- 2003 — Премия BAFTA — лучшая мужская роль, за фильм «Адаптация»
- 2003 — Премия Гильдии киноактёров США — лучшая мужская роль, за фильм «Адаптация»
- 2007 — Премия «Золотая малина» — худшая мужская роль, за фильм «Плетёный человек»
- 2008 — Премия «Золотая малина» — худшая мужская роль, за фильм «Призрачный гонщик»
- 2012 — Премия «Золотая малина» — худшая мужская роль, за фильм «Сумасшедшая езда»
- 2013 — Премия «Золотая малина» — худшая мужская роль, за фильм «Призрачный гонщик 2»
- 2015 — Премия «Золотая малина» — худшая мужская роль, за фильм «Оставленные»
- 2017 — Премия «Золотая малина» — худшая мужская роль второго плана, за фильм «Сноуден»[38]